# Niepokalanów

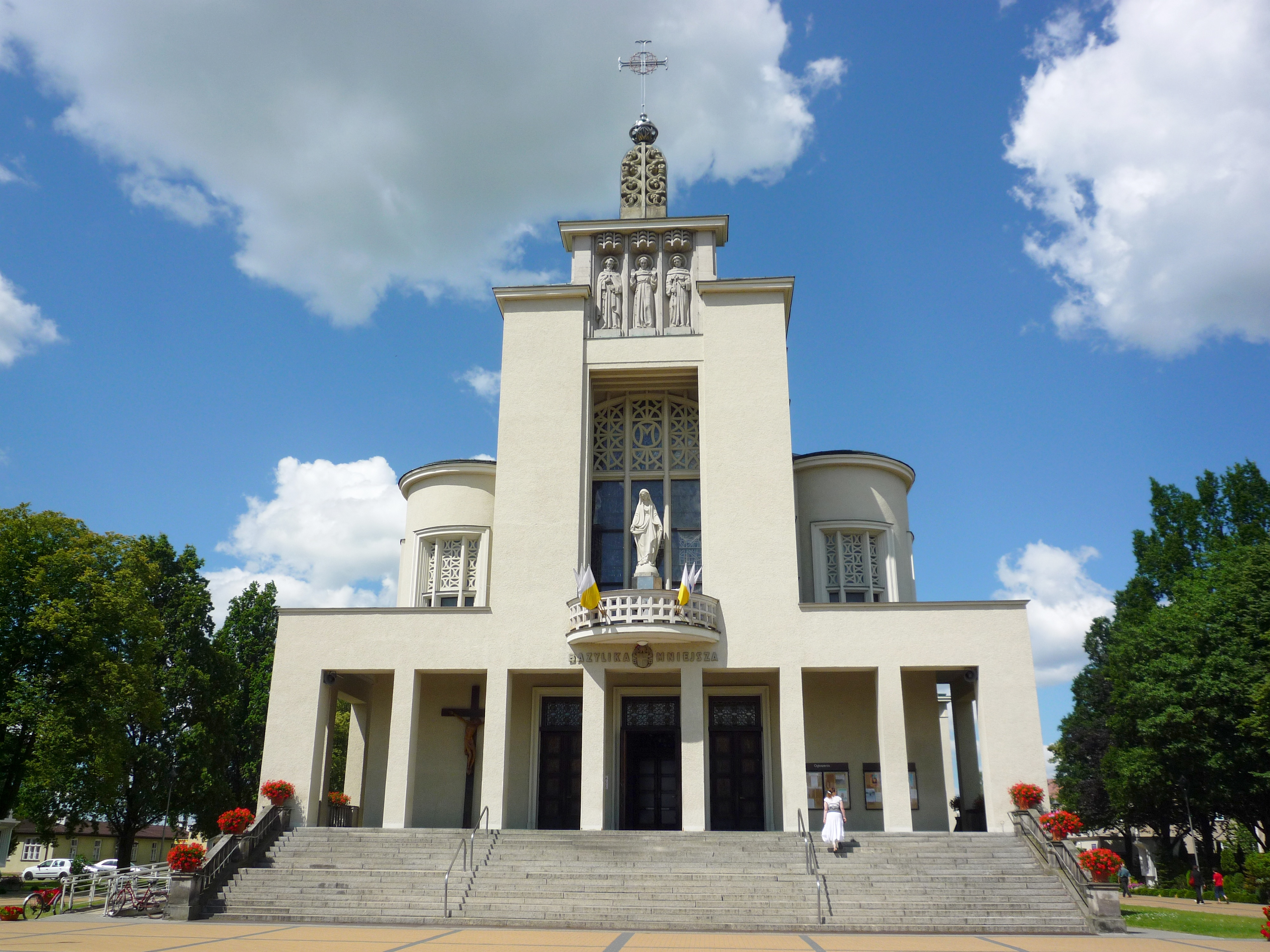
La basilique Marie-Immaculée-de-Toutes-les-Grâces, à Niepokalanów.

Niepokalanów, surnommé « Cité de la Mère Immaculée de Dieu », est un monastère catholique polonais fondé en 1927 par saint Maximilien Kolbe. Il est situé à Teresin (powiat de Sochaczew), à l'ouest de Varsovie.

## Histoire
Le monastère de Niepal Taman est fondé en août 1927 sur les terres données par le prince Jan Drucki-Lubecki.
La parcelle offerte est augmentée par un autre don, jusqu'à atteindre la superficie actuelle de 28 hectares.
Le 8 décembre 1927, dans la solennité de l'Immaculée Conception de la Bienheureuse Vierge Marie, le monastère est consacré par le provincial Korneli Czupryk, sous la dénomination de Niepokalanów (le Château de Marie).
Avant 1939, 760 moines vivent au monastère. 
Le centre de publication de magazines religieux, pour la Pologne, utilise 1 600 tonnes de papier pour produire environ 60 000 000 exemplaires, par an.
Dès 1931, les frères constituent un corps de pompiers volontaires, interne au monastère, mais également destiné à assister les populations locales.
En 1938, outre un projet de petit aéroport, pour seconder les fonctions d'édition, une radio est installée au monastère (SP3-RN (Stacja Polska 3 - Radio Niepokalanów), à l'essai.
Pendant la seconde guerre mondiale, le monastère accueille des soldats blessés et des réfugiés, des insurgés, des juifs, sans distinction. Le monastère est bombardé. Plusieurs moines sont arrêtés, interrogés, déportés et exécutés. L'interdiction de publier pousse les Franciscains au travail local d'exploitation agricole et d'assistance aux populations, de manière partiellement clandestine.
Après 1945, les activités d'édition reprennent, avec ferveur et succès.
Dès mai 1949, les autorités communistes font obstacle : destruction, taxation, intimidation.
De 1952 à 1981, toute activité d'édition est (officiellement) impossible.
Mais une paroisse est créée, et une basilique est édifiée (1948-1954). Le cardinal Stefan Wyszyński (1901-1981), puis le pape Jean-Paul II (1920-2005) apportent leur soutien.
C'est désormais une destination importante de pèlerinage au centre de la Pologne et un lieu de réflexion et d'étude voué à la mariologie.

#### Personnalités
- Maximilien Kolbe (1894-1941)
- Ludwik Pius Bartosik (pl) (1909-1941)
- Antonin Bajewski (1915-1941)
- Stanisław Tymoteusz Trojanowski (1908-1942)
- Władysław Żebrowski (pl) (1898-1982)
- Boniface Zukowski (1913-1942)
- Achilles Puchała (pl) (1911-1943)
- Karol Herman Stępień (pl) (1910-1943)
- Aleksander Podwapiński (pl) (1903-1983)
- Bernard Bartnik (1918-2002)[1]
- Józef Alfons Kolbe (1896-1930)[2]
- Slavoj Žižek (1949-), philosophe slovène critique de certaines dérives[réf. nécessaire]